# Комбинаторијалност
У музици која користи технику дванаест тонова, комбинаторијалност је квалитет који деле дванаестонски тонски низови, при чему се сваки одељак низа и пропорционалан број његових трансформација комбинују како би формирали агрегате (свих дванаест тонова). Као што тонови агрегата створеног тонским низом не морају да се појаве истовремено, тако ни тонови комбинаторијално створеног агрегата не морају настати симултано. Арнолд Шенберг, творац технике дванаест тонова, често је комбиновао P-0/I-5 како би створио „два агрегата, између првих хексакорада сваког, и других хексакорада сваког, респективно”.
Комбинаторијалност је споредни ефекат изведених низова, где се почетни сегмент или скуп може комбиновати са својим трансформацијама (T, R, I, RI) како би се створио читав низ. „Извођење се односи на процес којим се, на пример, почетни трикорд низа може искористити да би се дошло до новог, 'изведеног' низа употребом стандардних дванаестонских операција транспозиције, инверзије, ретроградације и ретроградне инверзије”.
Комбинаторна својства не зависе од редоследа нота унутар скупа, већ само од садржаја скупа, а комбинаторијалност може постојати између три тетракордална и четири трикордална скупа, као и између парова хексакорада, и шест дијада. Комплемент у овом контексту је половина комбинаторног скупа класа висина тонова и, уопштено, то је „друга половина” било ког пара који укључује скупове класа висина тонова, текстуре или опсег висине тона.

## Дефиниција
У најопштијем смислу, комплементација је раздвајање колекција класа висина тонова у два комплементарна скупа, при чему један садржи класе висина тонова које се не налазе у другом. У ужем смислу, комплементација је „процес упаривања ентитета са обе стране центра симетрије”.
Термин „комбинаторни” изгледа да је први применио на дванаестонску музику Милтон Бабит 1950. године, када је објавио приказ књига Ренеа Лајбовица Schoenberg et son école (Schoenberg et son école) и Qu’est-ce que la musique de douze sons? (Qu’est-ce que la musique de douze sons?). Бабит је такође увео термин изведени низ.

## Хексакордална комбинаторијалност
Дванаестонски низ има хексакордалну комбинаторијалност са другим дванаестонским низом ако њихови први хексакорди (као и други, јер дванаестонски низ сам по себи формира агрегат) формирају агрегат.
Постоје четири главне врсте комбинаторијалности. Хексакорд може бити:
- Основно комбинаторијалан (транспозиција)
- Ретроградно комбинаторијалан (ретроградација)
- Инверзионо комбинаторијалан (инверзија)
- Ретроградно-инверзионо комбинаторијалан (ретроградна инверзија)

и стога:
- Полу-комбинаторијалан (по једној од наведених)
- Све-комбинаторијалан (по свима)

Основна (транспозициона) комбинаторијалност хексакорда односи се на својство хексакорда да формира агрегат са једном или више својих транспозиција. Алтернативно, транспозициона комбинаторијалност је недостатак заједничких класа висина тонова између хексакорда и једне или више његових транспозиција. На пример, 0 2 4 6 8 t и његова транспозиција за један полустепен навише (+1): 1 3 5 7 9 e, немају заједничких нота.
Ретроградна хексакордална комбинаторијалност сматра се тривијалном, јер сваки низ има ретроградну хексакордалну комбинаторијалност сам са собом (сви тонски низови имају ретроградну комбинаторијалност).
Инверзиона комбинаторијалност је однос између два низа, главног низа и његове инверзије. Прва половина главног низа, или шест нота, представља последњих шест нота инверзије, мада не нужно истим редоследом. Дакле, прва половина сваког низа је комплемент оног другог. Исти закључак важи и за другу половину сваког низа. Када се комбинују, ови низови и даље одржавају потпуно хроматски осећај и не теже да појачавају одређене тонове као тоналне центре, што би се могло догодити са слободно комбинованим низовима. На пример, низ из Шенбергове опере Мојсије и Арон, дат горе, садржи: 0 1 4 5 6 7, што се инвертује у: 0 e 8 7 6 5, додај три = 2 3 8 9 t e.
```
01  4567     : 1. хексакорд P0/2. хексакорд I3
  23    89te : 2. хексакорд P0/1. хексакорд I3
комплетна хроматска скала
```

Ретроградно-инверзиона комбинаторијалност је недостатак заједничких тонова између хексакорада једног низа и његове ретроградне инверзије.
Бабит је такође описао полу-комбинаторијални низ и све-комбинаторијални низ, при чему је овај други низ који је комбинаторијалан са било којом од својих изведеница и њихових транспозиција.
Полу-комбинаторијални скупови су скупови чији су хексакорди способни да формирају агрегат са једном од својих основних трансформација (R, I, RI) транспонованом. Постоји тринаест хексакорада који су полу-комбинаторијални само по инверзији.
```
(0)  0 1 2 3 4 6 // e t 9 8 7 5
(1)  0 1 2 3 5 7 // e t 9 8 6 4
(2)  0 1 2 3 6 7 // e t 9 8 5 4
(3)  0 1 2 4 5 8 // e t 9 7 6 3
(4)  0 1 2 4 6 8 // e t 9 7 5 3
(5)  0 1 2 5 7 8 // e t 9 6 4 3
(6)  0 1 3 4 6 9 // e t 8 7 5 2
(7)  0 1 3 5 7 9 // e t 8 6 4 2
(8)  0 1 3 5 8 9 // 7 6 4 2 e t
(9)  0 1 3 6 7 9 // e t 8 5 4 2
(10) 0 1 4 5 6 8 // 3 2 e t 9 7
(11) 0 2 3 4 6 8 // 1 e t 9 7 5
(12) 0 2 3 5 7 9 // 1 e t 8 6 4
```

Сваки хексакорд који садржи нулу у свом интервалском вектору поседује транспозициону комбинаторијалност (другим речима: да би се постигла комбинаторијалност, хексакорд се не може транспоновати за интервал који је једнак ноти коју садржи). На пример, постоји један хексакорд који је комбинаторијалан по транспозицији (Т6):
```
(0) 0 1 3 4 5 8 // 6 7 9 t e 2
```

Ниједан хексакорд не садржи тритонусе.
Све-комбинаторијални скупови су скупови чији су хексакорди способни да формирају агрегат са било којом од својих основних трансформација транспонованом.
Постоји шест изворних скупова, или основних хексакордално све-комбинаторијалних скупова, чији се сваки хексакорд може преуредити унутар себе:
```
(А)  0 1 2 3 4 5 // 6 7 8 9 t e
(Б)  0 2 3 4 5 7 // 6 8 9 t e 1
(В)  0 2 4 5 7 9 // 6 8 t e 1 3
(Г)  0 1 2 6 7 8 // 3 4 5 9 t e
(Д)  0 1 4 5 8 9 // 2 3 6 7 t e
(Ђ)  0 2 4 6 8 t // 1 3 5 7 9 e
```

Напомена: t = 10, e = 11.
Пошто прва три скупа (А, Б и В) задовољавају сва четири критеријума за само једну транспозициону вредност, скуп Г их задовољава за две транспозиционе вредности, Д за три вредности, а Ђ за шест транспозиција, Бабит ове четири групе означава као „првог реда”, „другог реда”, „трећег реда” и „шестог реда” све-комбинаторијалне хексакорде. Приметите да је први скуп, скуп „А”, првих шест нота растуће хроматске скале, а да је последњи скуп, скуп „Ђ”, целотонска скала.
Комбинаторијалност се може користити за стварање агрегата свих дванаест тонова, иако се термин често односи једноставно на комбинаторне низове који се изводе заједно.
Хексакордална комбинаторијалност је концепт у пост-тоналној теорији који описује комбинацију хексакорада, често коришћен у вези са музиком Друге бечке школе. У музици која доследно користи свих дванаест хроматских тонова (посебно дванаестонској и серијалној музици), агрегат (колекција свих 12 класа висина тонова) може се поделити на два хексакорда (колекције од 6 тонова). Ово дели агрегат на два мања дела, чиме се олакшава секвенцирање нота, прелазак између низова или агрегата, и комбиновање нота и агрегата.
Понекад се хексакорд може комбиновати са инвертованом или транспонованом верзијом самог себе у посебном случају, што ће резултирати агрегатом (комплетним скупом од 12 хроматских тонова).
Низ (B♭=0: 0 6 8 5 7 e 4 3 9 t 1 2) који је користио Шенберг може се поделити на два хексакорда:
```
B♭ E  F♯ E♭ F  A // D  C♯ G  G♯ B  C
```

Када инвертујете први хексакорд и транспонујете га, добија се следећи хексакорд, који је преуређени други хексакорд:
```
G  C♯ B  D  C  G♯ = D  C♯ G  G♯ B  C
```

Дакле, када се оригинални хексакорд 1 (P0) постави преко транспоноване инверзије хексакорда 1 (у овом случају I9), добија се читава колекција од 12 тонова. Ако бисте наставили остатак транспонованог, инвертованог низа (I9) и поставили га преко оригиналног хексакорда 2, поново бисте добили комплетан сет од 12 хроматских тонова.
Хексакордална комбинаторијалност је уско повезана са теоријом 44 тропа коју је створио Јозеф Матијас Хауер 1921. године, иако се чини да Хауер уопште није утицао на Бабита. Штавише, постоји мало доказа који сугеришу да је Хауер имао опсежно знање о инверзионим својствима тропа пре најмање 1942. године. Међутим, најранији записи о комбинаторним односима хексакорада могу се наћи у теоријским списима аустријског композитора и теоретичара музике Отмара Штајнбауера. Он је почетком 1930-их предузео детаљне студије система тропа, које су документоване у необјављеном куцаном тексту Klang- und Meloslehre (1932). Штајнбауерови материјали датирани између 1932. и 1934. године садрже свеобухватне податке о комбинаторним трикордима, тетракордима и хексакордима, укључујући полу-комбинаторијалне и све-комбинаторијалне скупове. Они стога могу бити најранији записи у историји музике. Компилација Штајнбауеровог морфолошког материјала делимично је постала јавно доступна 1960. године у његовом спису Lehrbuch der Klangreihenkomposition (ауторско издање) и поново је штампана 2001. године.

## Трикордална комбинаторијалност
Трикордална комбинаторијалност је способност низа да формира агрегате кроз комбинацију трикорда. „Трикордална комбинаторијалност укључује симултано представљање четири низа у деловима од три класе висина тонова (pcs).” Постојање трикордалне комбинаторијалности, или било ког другог облика, у низу не искључује постојање других облика комбинаторијалности (барем тривијална хексакордална комбинаторијалност постоји између сваког облика низа и његове ретроградације). Сви трикордално изведени низови поседују трикордалну комбинаторијалност.